# I. e. 272
Évszázadok: i. e. 4. század – i. e. 3. század – i. e. 2. század
Évtizedek: i. e. 320-as évek – i. e. 310-es évek – i. e. 300-as évek – i. e. 290-es évek – i. e. 280-as évek – i. e. 270-es évek – i. e. 260-as évek – i. e. 250-es évek – i. e. 240-es évek – i. e. 230-as évek – i. e. 220-as évek
Évek: i. e. 277 – i. e. 276 – i. e. 275 – i. e. 274 –  i. e. 273 – i. e. 272 – i. e. 271 – i. e. 270 – i. e. 269 – i. e. 268 – i. e. 267

## Események

### Görögország
- Az előkelő származású, de száműzött spártai Kleónümosz behívja Pürrhoszt Lakedaimónba. Spártát váratlanul éri a támadás, I. Areusz király a sereg nagy részével Krétán segíti szövetségeseit. Pürrhosz ostrom alá veszi a várost, amelynek lakói, többek között a nők és a fiatalkorúak keményen védekeznek. Hamarosan segítség érkezik: előbb Korinthoszból II. Antigonosz zsoldosserege, utána pedig Areusz király is hazatér. Pürrhosz visszavonul és eközben a spártaiak megölik a fiát, Ptolemaioszt.
- Argoszban pártviszály tör ki; az egyik fél Antigonosz, a másik Pürrhosz segítségét kéri. Pürrhoszt az éj leple alatt beengedik a városba, de utcai harcok törnek ki és a szűk utcákon a kaotikus összecsapásokban Pürrhoszt a háztetőről fejbe dobja egy öregasszony tetőcseréppel, leesik a lováról és Antigonosz katonái levágják a fejét.
- Antigonosz visszanyeri Makedónia trónját, míg Épeiroszban Pürrhoszt fia, II. Alexandrosz követi.

### Róma
- Lucius Papirius Cursort és Spurius Carvilius Maximus Rugát választják consulnak.
- A dél-itáliai törzsek és görög városok, köztük Tarentum megadják magukat. Róma gyakorlatilag az egész Itáliai-félsziget urává válik.

### India
- Meghal Binduszára, a Maurja Birodalom uralkodója. Halála után számos fia között trónviszály kezdődik, amelyből i. e. 268-ban Asóka emelkedik ki győztesen.

## Halálozások
- I. Pürrhosz, Épeirosz és Makedónia királya
- Ptolemaiosz (Pürrhosz fia)
- Binduszára, a Maurja Birodalom császára

## Fordítás
- Ez a szócikk részben vagy egészben  a(z)   272 BC című angol Wikipédia-szócikk ezen változatának fordításán alapul.  Az eredeti cikk szerkesztőit annak laptörténete sorolja fel. Ez a jelzés csupán a megfogalmazás eredetét és a szerzői jogokat jelzi, nem szolgál a cikkben szereplő információk forrásmegjelöléseként.